# تپه اطراف شهر سوخته ۳۳۱
تپه اطراف شهر سوخته شماره ۳۳۱ مربوط به هزاره سوم قبل از میلاد است و در شهرستان زابل، بخش شیب آب، دهستان لوتک، روستای حومه شهر سوخته، ۴/۳ کیلومتری غرب پایگاه باستان‌شناسی شهر سوخته واقع شده و این اثر در تاریخ ۲۸ اسفند ۱۳۸۵ با شمارهٔ ثبت ۱۸۹۸۷ به‌عنوان یکی از آثار ملی ایران به ثبت رسیده‌است.